# 중간 딸은 힘들어
《중간 딸은 힘들어》(영어: Stuck in the Middle)는 디즈니 채널에서 2016년 2월 14일부터 2018년 7월 23일까지 방영한 미국의 가족 코미디 드라마이다.